# Simone Daprà
Simone Daprà (ur. 19 czerwca 1997) – włoski biegacz narciarski, brązowy medalista mistrzostw świata młodzieżowców.

## Kariera
Po raz pierwszy na arenie międzynarodowej pojawił się 21 grudnia 2013 roku w Gressoney-Saint-Jean, gdzie w zawodach juniorskich zajął 25. miejsce w biegu na 7,5 km techniką klasyczną. W 2017 roku wziął udział w mistrzostwach świata juniorów w Soldier Hollow, gdzie zajął piąte miejsce w biegu łączonym na 20 km, siódme w sztafecie, ósme w biegu na 10 km stylem dowolnym oraz 22. miejsce w sprincie stylem klasycznym. Na rozgrywanych trzy lata później mistrzostwach świata młodzieżowców w Oberwiesenthal zdobył brązowy medal w sztafecie mieszanej.
W Pucharze Świata zadebiutował 29 grudnia 2018 roku w Toblach, gdzie zajął 96. miejsce w sprincie techniką dowolną. Pierwsze pucharowe punkty wywalczył 4 lutego 2023 roku w tej samej miejscowości, zajmując 19. miejsce w biegu na 10 km stylem dowolnym. 
Na mistrzostwach świata w Planicy w 2023 roku zajął 31. miejsce w biegu łączonym na 30 km oraz 34.miejsce w biegu na 15 km techniką dowolną.

## Osiągnięcia

### Mistrzostwa świata
| Miejsce | Dzień     | Rok  | Miejscowość      | Konkurencja           | Czas biegu | Strata  | Zwycięzca            |
| ------- | --------- | ---- | ---------------- | --------------------- | ---------- | ------- | -------------------- |
| 35.     | 23 lutego | 2019 | Seefeld in Tirol | 30 km bieg łączony    | 1:10:21,8  | +4:46,7 | Sjur Røthe           |
| 33.     | 27 lutego | 2021 | Oberstdorf       | 30 km bieg łączony    | 1:11:33,9  | +4:54,9 | Aleksandr Bolszunow  |
| 31.     | 24 lutego | 2023 | Planica          | 30 km bieg łączony    | 1:09:40,3  | +5:21,9 | Simen Hegstad Krüger |
| 34.     | 1 marca   | 2023 | Planica          | 15 km stylem dowolnym | 32:17,4    | +2:42,0 | Simen Hegstad Krüger |

### Mistrzostwa świata juniorów
| Miejsce | Dzień       | Rok  | Miejscowość    | Konkurencja              | Czas biegu | Strata  | Zwycięzca            |
| ------- | ----------- | ---- | -------------- | ------------------------ | ---------- | ------- | -------------------- |
| 47.     | 25 lutego   | 2016 | Râșnov         | 15 km stylem dowolnym    | 31:19,1    | +3:06,6 | Iwan Jakimuszkin     |
| 22.     | 30 stycznia | 2017 | Soldier Hollow | Sprint stylem klasycznym | 3:43,00    | —       | Janosch Brugger      |
| 8.      | 1 lutego    | 2017 | Soldier Hollow | 10 km stylem dowolnym    | 23:08,6    | +46,5   | Władisław Wieczkanow |
| 5.      | 3 lutego    | 2017 | Soldier Hollow | 20 km bieg łączony       | 49:40,5    | +30,7   | Władisław Wieczkanow |
| 7.      | 5 lutego    | 2017 | Soldier Hollow | bieg sztafetowy 4×5 km   | 49:36,1    | +4:19,1 | Norwegia             |

### Mistrzostwa świata młodzieżowców (do lat 23)
| Miejsce | Dzień       | Rok  | Miejscowość    | Konkurencja                            | Czas biegu | Strata  | Zwycięzca               |
| ------- | ----------- | ---- | -------------- | -------------------------------------- | ---------- | ------- | ----------------------- |
| 15.     | 31 stycznia | 2018 | Goms           | 15 km stylem klasycznym                | 36:28,3    | +1:54,7 | Mattis Stenshagen       |
| 12.     | 2 lutego    | 2018 | Goms           | 30 km bieg łączony                     | 1:18:14,9  | +2:53,7 | Dienis Spicow           |
| 28.     | 21 stycznia | 2019 | Lahti          | Sprint stylem klasycznym               | 3:21,14    | —       | Erik Valnes             |
| 12.     | 23 stycznia | 2019 | Lahti          | 15 km stylem dowolnym                  | 34:02,8    | +1:18,6 | Jules Lapierre          |
| 7.      | 25 stycznia | 2019 | Lahti          | 30 km stylem klasycznym (start masowy) | 1:17:19,1  | +26,1   | Andriej Sobakariow      |
| 10.     | 3 marca     | 2020 | Oberwiesenthal | 15 km stylem klasycznym                | 36:26,4    | +2:13,6 | Siergiej Ardaszew       |
| 5.      | 4 marca     | 2020 | Oberwiesenthal | 30 km stylem dowolnym (start masowy)   | 1:12:42,0  | +1:15,5 | Harald Østberg Amundsen |
| 3.      | 7 marca     | 2020 | Oberwiesenthal | bieg sztafetowy mieszany 4×5 km        | 54:40,5    | +40,2   | Norwegia                |

### Puchar Świata

#### Miejsca w klasyfikacji generalnej
| Sezon     | Miejsce |
| --------- | ------- |
| 2019/2020 | 122.    |
| 2022/2023 | 111.    |
| 2023/2024 | 45.     |
| 2024/2025 | 71.     |

#### Miejsca na podium
Daprà nigdy nie stał na podium indywidualnych zawodów Pucharu Świata.